# 쿠라부리군
쿠라부리군은 팡응아주의 행정 구역이다. 이 지역의 총 인구 수는 2005년 기준으로 23308명이다. 인구 밀도는 29.2km2이다.

## 행정 구역
| 번호 | 지명          | 태국어 지명 | 빌리지 | 인구   |  |
| 1.   | Khura         | คุระ         | 12     | 11,572 |  |
| 2.   | Bang Wan      | บางวัน       | 9      | 6,717  |  |
| 3.   | Ko Phra Thong | เกาะพระทอง  | 4      | 998    |  |
| 5.   | Mae Nang Khao | แม่นางขาว    | 8      | 4,021  |  |

|  | 이 글은 지리에 관한 토막글입니다. 여러분의 지식으로 알차게 문서를 완성해 갑시다. |